# Qulensya Wa Abd Al Kuri (huyện)
Huyện Qulensya Wa Abd Al Kuri là một huyện thuộc tỉnh Hadramawt, Yemen. Đến thời điểm năm 2003, huyện này có dân số 10109 người